# Marcel Dionne

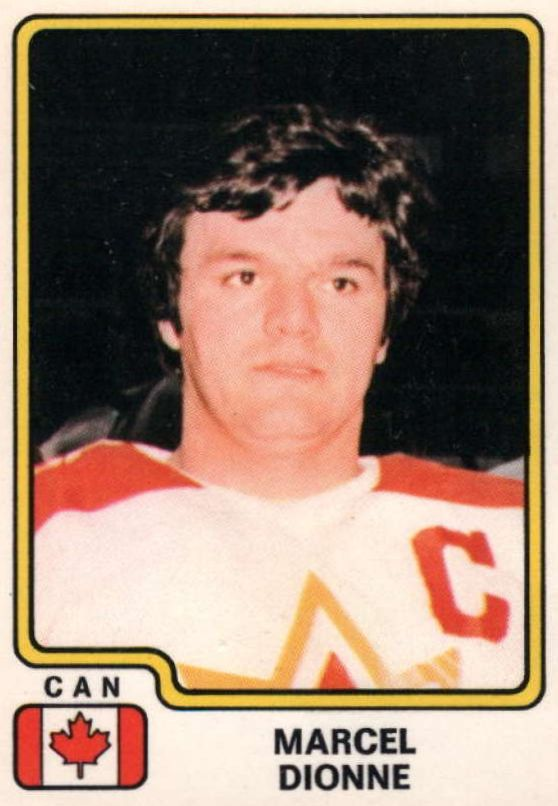
Kapitan reprezentacji Kanady w 1979 roku

Marcel Dionne (ur. 3 sierpnia 1951 w Drummondville, Quebec) – kanadyjski hokeista zawodowy.
Dwukrotnie zdobywał nagrodę Eddie Powers Memorial Trophy.
W lidze NHL rozegrał łącznie aż 1348 spotkań. Wybrany w drafcie przez Detroit Red Wings, gdzie grał przez 4 sezony. W 1975 przeszedł do Los Angeles Kings, w której to drużynie w pełni się rozwinął i osiągnął największe sukcesy (grał tam przez 12 sezonów, w 1980 został uhonorowany Art Ross Memorial Trophy). Pod koniec kariery przeszedł do New York Rangers.
- Numer 16, z jakim występował na koszulce, został zastrzeżony przez klub Los Angeles Kings.

## Statystyki
| Sezon        | Wiek | Drużyna           | Mecze | Gole | Asysty | Punkty | kary w min. |
| ------------ | ---- | ----------------- | ----- | ---- | ------ | ------ | ----------- |
| 1971–1972    | 20   | Detroit Red Wings | 78    | 28   | 49     | 77     | 14          |
| 1972–1973    | 21   | Detroit Red Wings | 77    | 40   | 50     | 90     | 21          |
| 1973–1974    | 22   | Detroit Red Wings | 74    | 24   | 54     | 78     | 10          |
| 1974–1975    | 23   | Detroit Red Wings | 80    | 47   | 74     | 121    | 14          |
| 1975–1976    | 24   | Los Angeles Kings | 80    | 40   | 54     | 94     | 38          |
| 1976–1977    | 25   | Los Angeles Kings | 80    | 53   | 69     | 122    | 12          |
| 1977–1978    | 26   | Los Angeles Kings | 70    | 36   | 43     | 79     | 37          |
| 1978–1979    | 27   | Los Angeles Kings | 80    | 59   | 71     | 130    | 30          |
| 1979–1980    | 28   | Los Angeles Kings | 80    | 53   | 84     | 137    | 32          |
| 1980–1981    | 29   | Los Angeles Kings | 80    | 58   | 77     | 135    | 70          |
| 1981–1982    | 30   | Los Angeles Kings | 78    | 50   | 67     | 117    | 50          |
| 1982–1983    | 31   | Los Angeles Kings | 80    | 56   | 51     | 107    | 22          |
| 1983–1984    | 32   | Los Angeles Kings | 66    | 39   | 53     | 92     | 28          |
| 1984–1985    | 33   | Los Angeles Kings | 80    | 46   | 80     | 126    | 46          |
| 1985–1986    | 34   | Los Angeles Kings | 80    | 36   | 58     | 94     | 42          |
| 1986–1987    | 35   | Los Angeles Kings | 67    | 24   | 50     | 74     | 54          |
| jw.          | jw.  | New York Rangers  | 14    | 4    | 6      | 10     | 6           |
| 1987–1988    | 36   | New York Rangers  | 67    | 31   | 34     | 65     | 54          |
| 1988–1989    | 37   | New York Rangers  | 37    | 7    | 16     | 23     | 20          |
| podsumowanie |      |                   | 1348  | 731  | 1040   | 1771   | 600         |
| Playoffs     |      |                   | 49    | 21   | 24     | 45     | 17          |